# Dammsjön (Fagersta, Västmanland)
Dammsjön är en sjö i Fagersta kommun i Västmanland och ingår i Norrströms huvudavrinningsområde. Sjön har en area på 0,0821 kvadratkilometer och ligger 137,9 meter över havet. Sjön avvattnas av vattendraget Darsbobäcken.

## Delavrinningsområde
Dammsjön ingår i det delavrinningsområde (664576-149490) som SMHI kallar för Inloppet i Dagarn. Medelhöjden är 168 meter över havet och ytan är 4,95 kvadratkilometer. Det finns inga avrinningsområden uppströms utan avrinningsområdet är högsta punkten. Darsbobäcken som avvattnar avrinningsområdet har biflödesordning 4, vilket innebär att vattnet flödar genom totalt 4 vattendrag innan det når havet efter 212 kilometer. Avrinningsområdet består mestadels av skog (81 procent). Avrinningsområdet har 0,12 kvadratkilometer vattenytor vilket ger det en sjöprocent på 2,5 procent.